# Arachnura caudatella
Arachnura caudatella — вид павуків родини Павуки-колопряди (Araneidae).

## Поширення
Вид поширений на Новій Гвінеї та в австралійському штаті Квінсленд. Зустрічається на окраїнах лісів, у просіках, рідколіссі, садах.

## Опис
Ці павуки забарвлені у коричневий колір, мають на тілі відростки та маскуються під сухе листя та гілочки. Самиці мають хвіст, схожий на хвіст скорпіона. Самці менші від самиці у 10 разів, безхвості.
Укус павука для людини нешкідливий, може викликати лише місцевий, несильний біль.